# US Suisse Paris
Die Union Sportive Suisse de Paris (kurz US Suisse) ist ein französischer Fußballverein aus Paris, dessen erfolgreichste Zeit im ersten Drittel des 20. Jahrhunderts lag.

## Geschichte
Gegründet 1894 unter dem Namen United Sports Club, trat der Verein, der anfangs vor allem in Paris arbeitende Briten zu seinen Mitgliedern zählte, der Union des sociétés françaises de sports athlétiques bei. Die USFSA war zu dieser Zeit der einzige Sportverband in Frankreich, der auch Assoziationsfußballer aufnahm. Der USC wählte als Vereinsfarben Marine- und Hellblau – genau wie der Doyen des französischen Fußballs, der Le Havre AC – als Hommage an die Universitäten von Oxford und Cambridge im Fußball-und-Rugby-Mutterland England. Als Spielstätte nutzte er das Stade de la Porte Dauphine, in dem auch der Standard AC Paris zuhause war; gegen diesen Gegner bezog der United SC bei der USFSA-Meisterschaft 1895 eine 0:13-Niederlage.
Erst ab der Jahrhundertwende spielte der Verein eine bedeutendere Rolle in den während der „Kinderjahre des französischen Fußballs“ noch auf Paris und Umgebung beschränkten Verbandsmeisterschaften. 1900 wurde der USC Dritter, 1902 nach einem Barrage-Spiel gegen den Racing Club de France Zweiter. 1903 gelang ihm der Sieg in der Coupe Sheriff Dewar, einem von 1899 bis 1909 ausgetragenen Pokalwettbewerb, an dem – im Unterschied zur Coupe Manier – auch Mannschaften teilnehmen durften, die mehr als drei Ausländer in ihren Reihen hatten. 1904 erreichte der USC als Pariser Meister nach einem 4:0 über Olympique Marseille sogar das landesweite Endspiel, in dem er sich allerdings Racing Roubaix mit 2:4 beugen musste; in der Finalelf standen immer noch fünf britische Spieler. Zu diesem Team gehörte mit Eugène Nicolaï auch ein Franzose, der im folgenden Jahr zu zwei Einsätzen in der noch jungen A-Nationalmannschaft kam; er blieb der einzige französische Nationalspieler des Klubs.
1906 fusionierte der USC mit dem FC Suisse, dem Verein etlicher in Paris lebender Schweizer, und nannte sich fortan Union Sportive Suisse. 1910 verließ dieser die USFSA, von der sich etliche Fußballer gegenüber dem Rugby zurückgesetzt fühlten, und gründete zusammen mit einigen anderen Klubs die Ligue de Football Association (LFA). Verbandsmeister wurde die USS aber auch dort nie. Dafür nahm sie mit 47 anderen Vereinen 1917 am erstmals ausgetragenen Landespokalwettbewerb (Coupe Charles Simon) teil, in dem sie in den folgenden Jahren mehrfach weit vorstieß; 1918, 1925 und 1926 erreichte sie darin das Achtel-, 1921 und 1927 sogar das Viertelfinale. Dabei gab sie sich 1926 erst nach drei engen Partien (2:2, 3:3 – jeweils nach Verlängerung – und 3:5) dem FC Cette geschlagen und zog beachtliche Zuschauerzahlen in ihrer neuen Spielstätte an der Porte Dorée an. Daneben machten die „Pariser Schweizer“ in internationalen Freundschaftsspielen von sich reden, wie beispielsweise 1923, als sie gegen Juventus Turin ein 0:0 erreichten. Deshalb meldete die US Suisse sich ein Jahr nach Einführung des Professionalismus in Frankreich (1932) für die zweite Division an. Und obwohl mit François Hugues ein (allerdings in die Jahre gekommener) Ex-Nationalspieler in ihren Reihen stand, beendete sie nach 16 Niederlagen, zwei Remis und nur einem Sieg die Saison 1933/34 am 1. März 1934 vorzeitig und ist seither nur noch im Amateurbereich zu finden. Dort, in den untersten Pariser Spielklassen, allerdings ist der Verein auch im 21. Jahrhundert noch aktiv.

## Ligazugehörigkeit und Erfolge
Profistatus hat die US Suisse nur 1933/34 besessen und nie in der höchsten Spielklasse, der Division 1 (seit 2002 in Ligue 1 umbenannt) gespielt.
- Französischer Meister: Fehlanzeige (aber Vizemeister der USFSA 1904)
- Französischer Pokalsieger: Fehlanzeige (aber Viertelfinalist 1921, 1927)
- Gewinner der Coupe Sheriff Dewar: 1903